# The Enemy Within
The Enemy Within ou Un ennemi parmi nous au Québec est une série télévisée américaine de 13 épisodes de 42 minutes, créée par Ken Woodruff, diffusée du 25 février au 20 mai 2019 sur le réseau NBC et en simultané sur le réseau CTV au Canada.
En France, la série est diffusée sur la chaîne Altice Studio et disponible également en streaming sur Apple TV+. Au Québec, la série a été diffusée à partir du 29 août 2019 sur AddikTV.

## Synopsis
L'ancien agent de la CIA Erica Shepherd, désormais considérée comme la femme la plus détestée des États-Unis à cause des actes de trahison qu'elle a commis, est libérée de prison afin d'aider le FBI à contrer les plus dangereuses menaces d'espionnage qui visent le pays.

## Distribution

### Acteurs principaux
- Jennifer Carpenter (VF : Stéphanie Hédin) : Erica Shepherd
- Morris Chestnut (VF : Daniel Lobé) : Will Keaton
- Raza Jaffrey (VF : Thomas Roditi) : Daniel Zain
- Kelli Garner (VF : Marie Diot) : Kate Ryan
- Cassandra Freeman (VF : Charlotte Corréa) : Jaquelyn Pettigrew
- Noah Mills (VF : Julien Meunier) : Jason Bragg

### Acteurs récurrents et invités
- Sophia Gennusa (en) (VF : Clara Quilichini) : Hannah Shepherd, fille d'Erica
- Coral Peña (en) (VF : Flora Kaprielian) : Anna Cruz
- Pawel Szajda (VF : Fred Colas) : Viktor Nemec
- James Carpinello (VF : Philippe Valmont) : Anthony Cabrera
- Noah Bean (VF : Damien Ferrette) : Christopher Shepherd
- Kathleen McNenny (VF : Bénédicte Charton) : Grace Molinero

 Source et légende : version française (VF) sur RS Doublage et AlloDoublage

## Production
Fin mai 2019, quelques jours après la fin de la diffusion de la première saison et un final haletant, NBC annonce que la série est annulée, malgré une audience correcte de 5,32 millions de téléspectateurs.

## Épisodes
1. Alliance forcée (Pilot) : Une ancienne agent de la CIA est libérée malgré ses actes de trahison, afin d'aider le FBI à contrer les plus dangereuses menaces d'espionnage qui visent le pays.
2. Nom de code : Black Bear (Black Bear) : Après le meurtre d'un ancien agent de la CIA, Keaton engage Shepherd pour l'aider à recueillir des informations afin de faire plonger Tal…
3. L'Épouse de l'ambassadeur (The Ambassador's Wife) : Plusieurs bateaux de patrouille appartenant à la DEA sont les cibles de violentes attaques en Amérique du Sud. Le FBI soupçonne l'ambassadeur des Etats-Unis de vendre les plans de navigation des patrouilleurs au Cartel Morales, et que cet argent sert ensuite à financer les actes terroristes de Tal.
4. Brouiller les pistes (Confessions) : Une information que Shepherd avait obtenue en prison s'avère liée à une attaque imminente sur le sol américain. L'équipe de Keaton se lance alors dans une chasse à l'homme afin de retrouver Serhan Aksoy, un terroriste.
5. La Taupe (Havana) : Shepherd révèle à Keaton qu'elle a tendu un piège à Anna Cruz afin de la démasquer. De son côté, Anna Cruz a tenté d'accéder à des fichiers qui auraient contenu la liste des informateurs rémunérés du FBI, dans le cadre de l'enquête sur Tal.
6. Situation explosive (Eye of Horus) : Après l'explosion d'une bombe à Jersey City, Kate repère un pic d'activité au sein du réseau maillé de Tal. Cela lui permet d'orienter Keaton vers Sam Fathi, celui qui organise son réseau de communication. Mais ce dernier se révèle particulièrement insaisissable. Shepherd convainc Keaton de se faire aider par un ancien agent des services de renseignements égyptiens. Toute l'équipe est sous pression, car il faut à tout prix éviter une nouvelle attaque…
7. Décodé (Decoded) : Le FBI intercepte du matériel informatique volé à la NSA, qui était destiné à Tal. Keaton s'empare de cette occasion pour passer à l'offensive.
8. Donnant-donnant (An Offer) : Des flashbacks révèlent les événements désastreux qui ont conduit Erica Shepherd, la directrice adjointe de la CIA, à trahir son pays, ainsi que le déroulement de l'enquête qui en a découlé.
9. Retour au bercail (Homecoming) : Erica Shepherd retourne à Langley pour tenter de retrouver un agent important de Tal, qui a échappé à la CIA. Avec l'aide de Will Keaton, elle y voit l'occasion d'espionner l'agence.
10. Boîte noire (Chigorin) : Des sous-traitants au service de la CIA sont assassinés à bord de leur avion affrété. De son côté, l'ex-mari de Shepherd apprend que Hannah lui a menti.
11. État de siège (The Embassy) : Un agent de Tal détenu par le FBI parvient à s'échapper, et trouver refuge dans l'ambassade de Suisse. Chargés de cette mission, Keaton et son équipe doivent agir dans le plus grand secret. Cette opération de contre-espionnage, qui débute en douceur, évolue rapidement en prise d'otages sous haute tension…
12. Sequestrée (Sequestered) : Grâce à des informations sensibles récupérées auprès d'un contact de Tal, Keaton et son équipe peuvent intervenir et empêcher l'assassinat d'un membre très influent du Congrès. Keaton demande à Shepherd d'interroger la politicienne qui avait utilisé la trahison d'Erica comme tremplin dans sa carrière…
13. Sierra Maestra (Sierra Maestra) : La guerre conduite par Tal contre la CIA s'étend désormais sur deux fronts. Cependant, Keaton et l'équipe de contre-espionnage sont chargés de localiser au plus vite la cible américaine. Il faut éviter à tout prix que Chigorin n'ordonne l'assaut final contre des victimes innocentes. Shepherd convainc Keaton de la laisser partir à Cuba pour contrecarrer l'attaque de Tal sur Sierra Maestra, la base secrète de détention de la CIA…